# Ostrów (obwód wołyński)
Ostrów (ukr. Острів) – wieś na Ukrainie w rejonie łuckim obwodu wołyńskiego.
Do 2020 w rejonie kiwereckim. 